# Улица Скарню
Улица Ска́рню (латыш. Skārņu iela) — улица в Риге, в историческом районе Старый город.
Находится между улицами Аудею и Калькю, за улицей Калькю переходит в улицу Шкюню. Длина улицы — 229 метров.

## История
Впервые упомянута в 1408 году как улица, на которой располагались прилавки, принадлежавшие торговцам мясом. Название упоминается в латинской традиции: platea macellorum. Бывшее название улицы на русском языке — Резницкая.
В средневековой Риге улица Скарню была центральной улицей немецкого торгового и феодального поселения между берегами рек Рига и Даугава в начале XIII столетия. На ней располагался городской рынок, первый в истории Риги. В центральной части современной улицы Скарню рядами располагались мясные лавки и склады. Впервые склады для хранения мяса (на латинском Apotheca carnium) упоминаются в исторических документах 1295 года. Известно, что они существовали до 30-х годов XX столетия, когда в процессе реализации нового плана реконструкции Старого города подверглись сносу.

## Достопримечательности
- Южный корпус первого в Риге орденского замка, построенного после объединения немецкими захватчиками поселений в город-крепость. Южный корпус сохранился до сегодняшнего дня; ныне это здание бывшей церкви Святого Георгия, где располагается Музей декоративно-прикладных искусств (д. 10/16)[2]. Корпус был присоединён к мощному замку меченосцев Виттенштейн (Белокаменному) до 1297 года, когда в Риге вспыхнуло сильнейшее восстание и укреплённый центр командования меченосцев был разрушен каменными ядрами, выпущенными из катапульт.
- Церковь Святого Петра — одна из главных достопримечательностей Старого города; лютеранская церковь с выставочным залом и панорамной площадкой.
- Комплекс церкви Святого Иоанна с остатками строений средневековой Риги и фрагментам бывшего доминиканского монастыря. Вход в храм со стороны алтарной части традиционно открыт для посетителей.
- Комплекс жилых домов XVII—XIX столетий (дома 4, 6, 8), Конвент Экка (д. 22) и ряд зданий XV—XIX века, которые в советский период квалифицировались как памятники архитектуры республиканского значения.

Также на улице Скарню на небольшой площадке возле деамбулатория церкви Святого Петра расположен известный в городе и довольно популярный среди туристов памятник Бременским музыкантам, подаренный Риге городом-побратимом Бременом.